# James Douglas, 2. Earl of Douglas

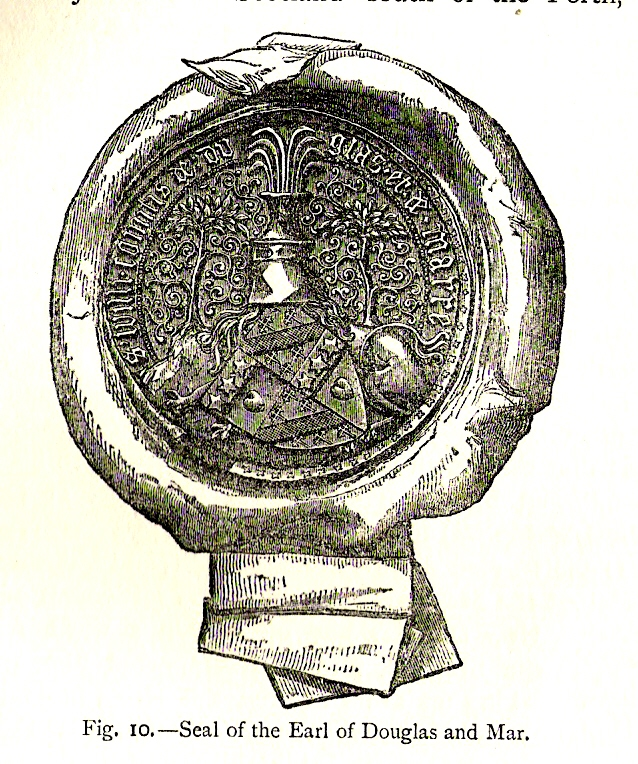
Siegel des 2. Earl of Douglas

Wappen des 2. Earl of Douglas

James Douglas, 2. Earl of Douglas (* um 1358; † 14. August 1388 in Otterburn) war ein schottischer Adeliger aus der Douglas-Dynastie.
James war der ältere Sohn des William Douglas, 1. Earl of Douglas und dessen erster Ehefrau Margaret, 10. Countess of Mar. Beim Tod seines Vaters 1384 beerbte er diesen als 2. Earl of Douglas. Aus dem Recht seiner Mutter trat er auch als Earl of Mar auf.
Seit 1371 war er mit Isabella Stewart, Tochter des schottischen Königs Robert II., verheiratet.
James fiel am 14. August 1388 als Heerführer in der Schlacht von Otterburn und wurde in Melrose, Roxburgshire, begraben.
Da er nur zwei uneheliche Söhne hinterließ: William Douglas, 1. feudaler Lord of Drumlanrig (Stammvater der Earls, Marquesses und Dukes of Queensberry) und Archibald Douglas (Stammvater der Familie Douglas of Cavers), folgte ihm der Cousin seines Vaters Archibald Douglas als 3. Earl of Douglas. Da ihn seine Mutter überlebte, fiel deren Titel 1393 an seine Schwester Isabel Douglas als 11. Countess of Mar.